# Modbury
Modbury – miasto i civil parish w Anglii, w Devon, w dystrykcie South Hams. W 2011 civil parish liczyła 1677 mieszkańców. Modbury jest wspomniana w Domesday Book (1086) jako Mortberie/Motberia/Motbilie/Motbilia.